# David Goldschmidt (Mathematiker)

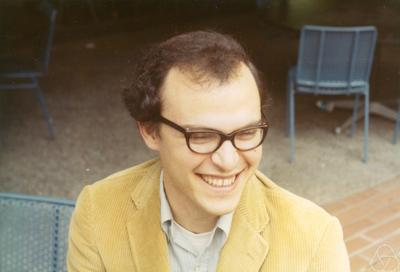
David Goldschmidt

David M. Goldschmidt (* 21. Mai 1942 in New York City) ist ein US-amerikanischer Mathematiker, der sich vor allem mit Gruppentheorie beschäftigt.
Goldschmidt wurde 1969 an der University of Chicago bei John Griggs Thompson promoviert (On the 2-Exponent of a finite group). Er war in den 1980er Jahren Professor an der University of California, Berkeley. Ab 1991 war er Direktor des Center for Communication Research in Princeton (Teil des Institute for Defense Analyses).
Goldschmidt entwickelte in den 1970er Jahren die Amalgam-Methode, die in den 1980er Jahren  in der lokalen Strukturtheorie endlicher Gruppen wichtig wurde. Neben der Theorie endlicher Gruppen befasste er sich auch mit Darstellungstheorie und schrieb ein Buch über algebraische Geometrie.
1974 erhielt er ein Forschungsstipendium der Alfred P. Sloan Foundation (Sloan Research Fellowship). Er ist Fellow der American Mathematical Society. Zu seinen Doktoranden zählen Alberto Delgado und Jeffrey Shallit.

## Schriften
- Algebraic functions and projective curves, Springer 2002
- Group characters, symmetric functions and the Hecke Algebra, American Mathematical Society 1993
- mit Delgado, Bernd Stellmacher: Groups and Graphs: new results and methods, Birkhäuser 1985
- Lectures on Character Theory, Publish or Perish 1980